# 梅基天翔
梅基 天翔（うめもと かける、2000年1月5日 - ）は、ラグビーユニオンの選手。

## 略歴
2018年、高岡第一高校卒業後、京都産業大学に入る。
2023年1月、アーリーエントリーでジャパンラグビーリーグワンの三菱重工相模原ダイナボアーズに加入。同年3月、京都産業大学卒業。
2025年5月、三菱重工相模原ダイナボアーズを退団。